# Лучший игрок-ученик CHL

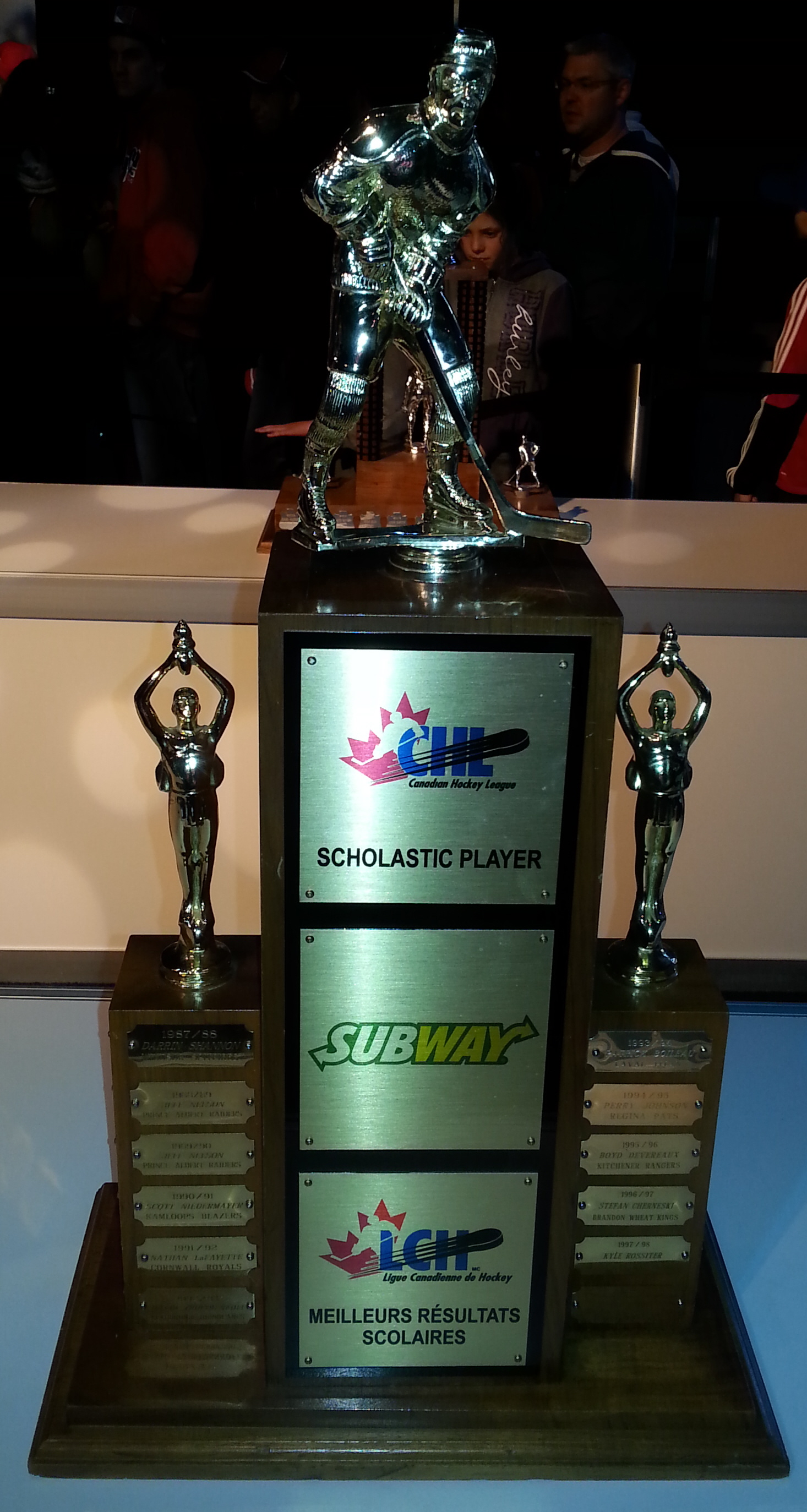
Приз Лучшему игроку-ученику CHL

Лучший игрок-ученик CHL (англ. CHL Scholastic Player of the Year Award) — приз, ежегодно вручаемый игроку Канадской хоккейной лиги (CHL), которому удалось наилучшим образом совместить выступления на льду с учёбой.
На конец сезона 2014/15 только двум игрокам удавалось завоевать приз дважды это Джефф Нелсон (1988/89, 1989/90) и Коннор Макдэвид (2013/14, 2014/15).

## Победители
- 2023–24 Ноа Чэдвик, Летбридж Харрикейнз (WHL)
- 2022–23 Колби Барлоу, Оуэн-Саунд Аттак (OHL)
- 2021–22 Оуэн Бек, Миссиссога Стилхедс (OHL)
- 2020–21 Не вручался
- 2019–20 Коул Перфетти, Сагино Спирит (OHL)
- 2018–19 Дастин Вольф, Эверетт Силвертипс (WHL)
- 2017–18 Александр Ален, Бленвиль-Буабриан Армада (QMJHL)
- 2016–17 Саша Хмелевски, Оттава Сиксти Севенс (OHL)
- 2015–16 Алексис Д’Ауст, Шавиниган Катарактез (QMJHL)
- 2014–15 Коннор Макдэвид (2), Эри Оттерз (OHL)
- 2013–14 Коннор Макдэвид, Эри Оттерз (OHL)
- 2012–13 Джош Моррисси, Принс-Альберт Рейдерз (WHL)
- 2011–12 Джонатан Брюнель, Кейп-Бретон Скримин Иглз (QMJHL)
- 2010–11 Дуги Хэмилтон, Ниагара АйсДогс (OHL)
- 2009–10 Доминик Ялбер, Шикутими Сагенинс (QMJHL)
- 2008–09 Стефан Эллиотт, Саскатун Блейдз (WHL)
- 2007–08 Роберт Слэни, Кейп-Бретон Скримин Иглз (QMJHL)
- 2006–07 Александре Пикар-Хупер, Бе-Комо Дрэккэр (QMJHL)
- 2005–06 Пьер-Марк Жилбо, Шавиниган Катарактез (QMJHL)
- 2004–05 Жильбер Брюле, Ванкувер Джайэнтз (WHL)
- 2003–04 Деван Дубник, Камлупс Блэйзерс (WHL)
- 2002–03 Дастин Браун, Гелф Шторм (OHL)
- 2001–02 не вручался
- 2000–01 Дэн Хулак, Портленд Уинтерхокс (WHL)
- 1999–00 Брэд Бойс, Эри Оттерз (OHL)
- 1998–99 Роб Зепп, Плимут Уэйлерз (OHL)
- 1997–98 Кайл Росситер, Спокан Чифс (WHL)
- 1996–97 Стефан Чернески, Брэндон Уит Кингз (WHL)
- 1995-96 Бойд Деверо, Китченер Рейнджерс (OHL)
- 1994–95 Перри Джонсон, Реджайна Пэтс (WHL)
- 1993–94 Патрик Буало, Лаваль Титан Колледж Франсе (QMJHL)
- 1992–93 Дэвид Трофименкофф, Летбридж Харрикейнз (WHL)
- 1991–92 Натан Лафайетт, Корнуэлл Ройалз (OHL)
- 1990–91 Скотт Нидермайер, Камлупс Блэйзерс (WHL)
- 1989–90 Джефф Нелсон (2), Принс-Альберт Рейдерз (WHL)
- 1988–89 Джефф Нелсон, Принс-Альберт Рейдерз (WHL)
- 1987–88 Дэррин Шэннон, Уинсор Спитфайрз (OHL)